# Mandoniella spicatinervia
Mandoniella spicatinervia är en bladmossart som beskrevs av Theodor Carl Karl Julius Herzog 1916. Mandoniella spicatinervia ingår i släktet Mandoniella och familjen Brachytheciaceae. Inga underarter finns listade i Catalogue of Life.